# Округ Бидл (Јужна Дакота)
Бидл (енгл. Beadle County) је округ у америчкој савезној држави Јужна Дакота.

## Демографија
По попису из 2010. године број становника је 17.398, што је 375 (2,2%) становника више него 2000. године.
| Група             | 2000.          | 2010.          |
| Белци             | 16.418 (96,4%) | 14.934 (85,8%) |
| Афроамериканци    | 118 (0,7%)     | 147 (0,8%)     |
| Азијати           | 52 (0,3%)      | 632 (3,6%)     |
| Хиспаноамериканци | 155 (0,9%)     | 1.337 (7,7%)   |
| Укупно            | 17.023         | 17.398         |